# Anopheles lovettae
Anopheles lovettae är en tvåvingeart som beskrevs av Evans 1934. Anopheles lovettae ingår i släktet Anopheles och familjen stickmyggor. Inga underarter finns listade i Catalogue of Life.